# Brian Lee (hockey sur glace, 1987)
Pour les articles homonymes, voir Brian Lee et Lee.
Brian Lee (né le 26 mars 1987 à Fargo dans l'État du Dakota du Nord aux États-Unis) est un joueur professionnel retraité de hockey sur glace.

## Biographie

### Carrière en club
Il a grandi à Moorhead dans le Minnesota. En 2004, il rejoint les Stars de Lincoln de l'USHL. En 2005, il rejoint les Fighting Sioux de North Dakota en NCAA. La même année, il est choisi au cours du repêchage d'entrée dans la Ligue nationale de hockey par les Sénateurs d'Ottawa au 1er tour, en 9e position. En 2007-2008, il passe professionnel dans Ligue américaine de hockey avec leur club école des Senators de Binghamton. Le 25 mars 2008, il joue ses premiers matchs en LNH avec les Sénateurs.
Lee reste avec les Sens jusqu'en 2012 avant d'être échangé aux Lightning de Tampa Bay. Après avoir raté la saison 2013-2014 en raison d'une blessure, il se retire de la compétition.

### Carrière internationale
Il représente les États-Unis en sélection jeune.

## Trophées et honneurs personnels
Ligue américaine de hockey
2007-2008 : participe au Match des étoiles avec la sélection PlanetUsa.

## Statistiques

### En club
| Saison     | Équipe                           | Ligue      |     | Saison régulière | Saison régulière | Saison régulière | Saison régulière | Saison régulière |   | Séries éliminatoires | Séries éliminatoires | Séries éliminatoires | Séries éliminatoires | Séries éliminatoires |
| Saison     | Équipe                           | Ligue      | PJ  | B                | A                | Pts              | Pun              | PJ               | B | A                    | Pts                  | Pun                  |                      |                      |
| 2004-2005  | Stars de Lincoln                 | USHL       | 12  | 0                | 3                | 3                | 4                | 4                | 2 | 3                    | 5                    | 2                    |                      |                      |
| 2005-2006  | Fighting Sioux du Dakota du Nord | NCAA       | 43  | 3                | 22               | 25               | 44               | -                | - | -                    | -                    | -                    |                      |                      |
| 2006-2007  | Fighting Sioux du Dakota du Nord | NCAA       | 38  | 2                | 24               | 26               | 69               | -                | - | -                    | -                    | -                    |                      |                      |
| 2007-2008  | Senators de Binghamton           | LAH        | 55  | 3                | 22               | 25               | 51               | -                | - | -                    | -                    | -                    |                      |                      |
| 2007-2008  | Sénateurs d'Ottawa               | LNH        | 6   | 0                | 1                | 1                | 4                | 4                | 0 | 0                    | 0                    | 2                    |                      |                      |
| 2008-2009  | Senators de Binghamton           | LAH        | 27  | 2                | 10               | 12               | 41               | -                | - | -                    | -                    | -                    |                      |                      |
| 2008-2009  | Sénateurs d'Ottawa               | LNH        | 53  | 2                | 11               | 13               | 33               | -                | - | -                    | -                    | -                    |                      |                      |
| 2009-2010  | Senators de Binghamton           | LAH        | 41  | 3                | 12               | 15               | 52               | -                | - | -                    | -                    | -                    |                      |                      |
| 2009-2010  | Sénateurs d'Ottawa               | LNH        | 23  | 2                | 1                | 3                | 52               | -                | - | -                    | -                    | -                    |                      |                      |
| 2010-2011  | Sénateurs d'Ottawa               | LNH        | 50  | 0                | 3                | 3                | 24               | -                | - | -                    | -                    | -                    |                      |                      |
| 2011-2012  | Sénateurs d'Ottawa               | LNH        | 35  | 1                | 7                | 8                | 27               | -                | - | -                    | -                    | -                    |                      |                      |
| 2011-2012  | Lightning de Tampa Bay           | LNH        | 20  | 0                | 8                | 8                | 8                | -                | - | -                    | -                    | -                    |                      |                      |
| 2012-2013  | Lightning de Tampa Bay           | LNH        | 22  | 0                | 0                | 0                | 16               | -                | - | -                    | -                    | -                    |                      |                      |
| 2012-2013  | Crunch de Syracuse               | LAH        | 11  | 0                | 1                | 1                | 25               | 7                | 0 | 0                    | 0                    | 0                    |                      |                      |
| Totaux LNH | Totaux LNH                       | Totaux LNH | 209 | 5                | 31               | 36               | 124              | 4                | 0 | 0                    | 0                    | 2                    |                      |                      |

### Statistiques en équipe nationale
| Année | Compétition                 |   | PJ | B | A | Pts | Pun                |  | Résultat |
| 2005  | Championnat du monde junior | 7 | 0  | 0 | 0 | 44  | 4e                 |  |          |
| 2006  | Championnat du monde junior | 7 | 1  | 0 | 1 | 8   | 4e                 |  |          |
| 2007  | Championnat du monde junior | 7 | 0  | 0 | 0 | 14  | Médaille de bronze |  |          |